# Probalaenifrons argillacea
Probalaenifrons argillacea är en fjärilsart som beskrevs av Munroe 1977. Probalaenifrons argillacea ingår i släktet Probalaenifrons och familjen Crambidae. Inga underarter finns listade i Catalogue of Life.